# Voyage botanique dans le midi de l'Espagne
Voyage botanique dans le midi de l'Espagne, (abreujat Voy. Bot. Espagne), és un llibre amb la descripció de plantes d'Espanya que va ser escrit pel botànic suís Pierre Edmond Boissier i editat a París en dos volums amb 22 fascicles el 1839-1845.